# 아메리칸 기념 공원

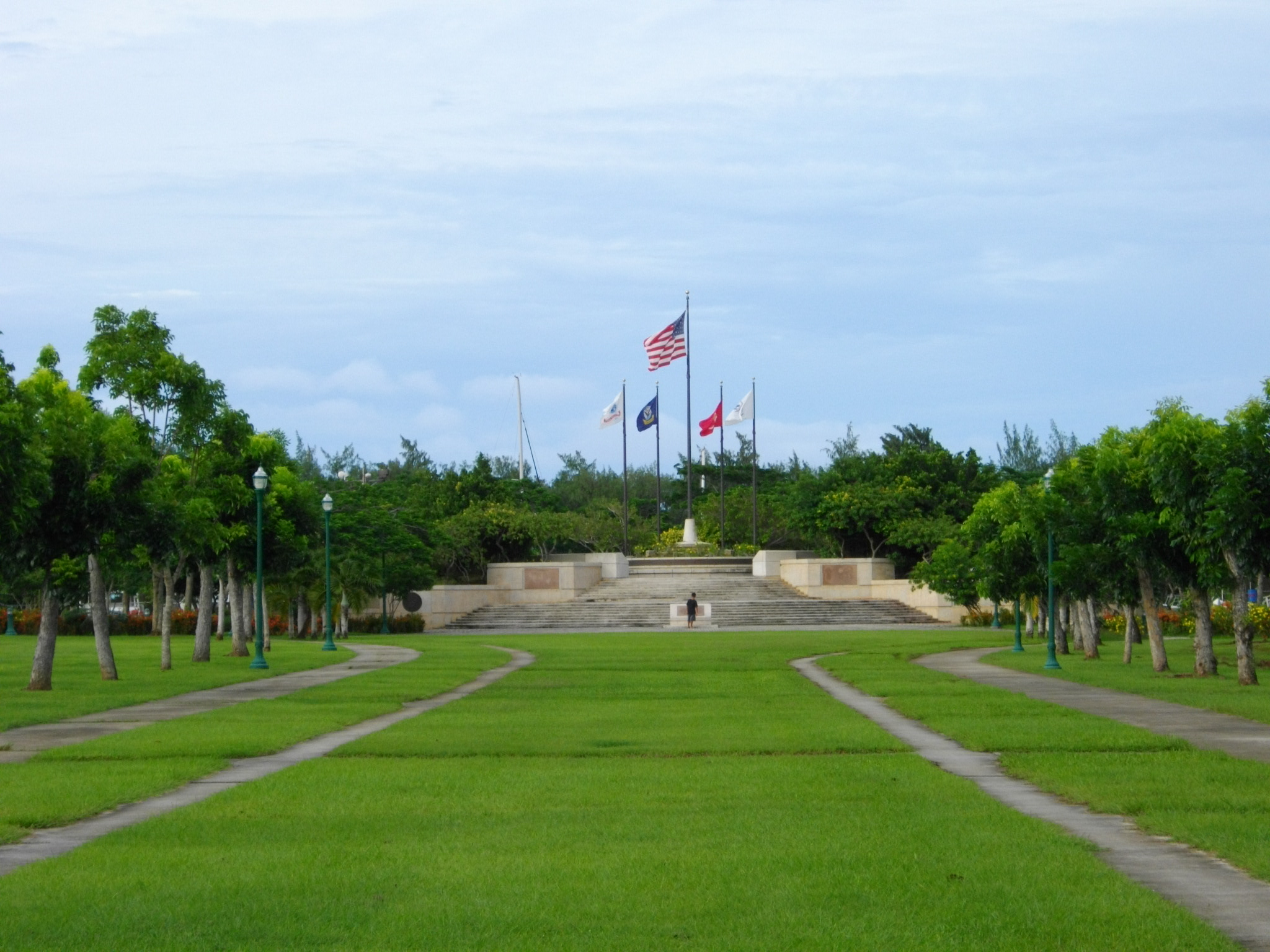

아메리칸 기념 공원(American Memorial Park)은 북마리아나 제도 사이판섬에 위치해 있는 기념 공원으로, 제2차 세계 대전의 마리아나 전역 기간 중 희생된 사람들을 추모하기 위해 설립되었다.
레크리에이션 시설들인 제2차 세계 대전 박물관과 기(旗) 기념물은 1944년 6월 사망한 미국의 4,000명 이상의 군인들과 지역 제도민들의 기억을 간직한다.
이 공원은 북마리아나제도 복지부가 소유하고 있으며 국가 기념물은 미국 국립공원관리청과 협업하여 관리되고 있다. 야구, 자전거, 달리기, 테니스, 소풍, 수영을 위한 시설이 있다.